# Arboletes
Arboletes è un comune della Colombia facente parte del dipartimento di Antioquia.
Il centro abitato venne fondato da José Torres Vargas e José María Reales, mentre l'istituzione del comune è del luglio 1958.
Nei pressi del comune è presente un aeroporto civile.